# Équipe d'Algérie de football en 1988
L'équipe d'Algérie de football participe lors de cette année à la Coupe d'Afrique des nations 1988 en Maroc. L'équipe d'Algérie est entraînée par Guennadi Rogov.

## Les matchs
| Date             | Stade, Ville, Pays                            | Adversaire          | Score           | Comp | Buteurs algériens                                                                           |
| 15 janvier 1988  | Stade du 19-Mai-1956 Annaba, Algérie          | Nigeria             | 1-0             | QJO  | Oudjani 47e                                                                                 |
| 30 janvier 1988  | Nnamdi-Azikiwe Stadium Enugu, Nigeria         | Nigeria             | 0-2             | QJO  |                                                                                             |
| 13 mars 1988     | Stade Mohamed V Casablanca, Maroc             | Côte d'Ivoire       | 1-1             | CAN  | Belloumi 19e                                                                                |
| 16 mars 1988     | Stade Mohamed V Casablanca, Maroc             | Maroc               | 0-1             | CAN  |                                                                                             |
| 19 mars 1988     | Stade Mohamed V Casablanca, Maroc             | Zaïre               | 1-0             | CAN  | Ferhaoui 35e                                                                                |
| 23 mars 1988     | Complexe sportif Moulay-Abdallah Rabat, Maroc | Nigeria             | 1 - 1(8 - 9)TAB | CAN  | Maatar 86e                                                                                  |
| 26 mars 1988     | Stade Mohamed V Casablanca, Maroc             | Maroc               | 1 - 1(4 - 3)TAB | CAN  | Belloumi 87e                                                                                |
| 8 juillet 1988   | Stade international d'Amman Amman, Jordanie   | Syrie               | 1-1             | CA   | Hadj Adlane 62e                                                                             |
| 12 juillet 1988  | Stade international d'Amman Amman, Jordanie   | Koweït              | 1-0             | CA   | Hadj Adlane 32e                                                                             |
| 29 octobre 1988  | Stade de Meflah Aoued Mascara, Algérie        | Angola              | 0-0             | A    |                                                                                             |
| 5 novembre 1988  | Stade olympique d'El Menzah Tunis, Tunisie    | Tunisie             | 1-0             | A    |                                                                                             |
| 13 novembre 1988 | Stade du 5 Juillet 1962 Alger, Algérie        | Mali                | 7-0             | A    | Zorgane 15e, Assad 21e, Medane 29e, Hadj Adlane 34e, Kabrane 54e, Tlemçani 72e, Bouiche 77e |
| 24 novembre 1988 | Stade Al-Maktoum Dubaï, UAE                   | Émirats arabes unis | 1-1             | A    | Benabou 53e                                                                                 |
| 27 novembre 1988 | Stade Al-Maktoum Dubaï, UAE                   | Émirats arabes unis | 0-2             | A    |                                                                                             |

## Coupe d'Afrique des nations de football 1988
La Coupe d'Afrique des nations de football 1988 démarre le 13 mars 1988 en Maroc.

### 1ertour

#### Groupe B
| 13 mars 1988 | Côte d'Ivoire | 1 – 1 | Algérie      | Stade Mohamed V, Casablanca                         |                                                     |
|              | A. Traoré 48e |       | 16e Belloumi | Spectateurs : 80 000 Arbitrage : Eganaden Cadressen | Spectateurs : 80 000 Arbitrage : Eganaden Cadressen |
|              | Rapport       |       |              | Spectateurs : 80 000 Arbitrage : Eganaden Cadressen | Spectateurs : 80 000 Arbitrage : Eganaden Cadressen |

| 16 mars 1988 | Maroc           | 1 – 0 | Algérie | Stade Mohamed V, Casablanca                   |                                               |
|              | El Haddaoui 52e |       |         | Spectateurs : 78 000 Arbitrage : Idrissa Sarr | Spectateurs : 78 000 Arbitrage : Idrissa Sarr |
|              | Rapport         |       |         | Spectateurs : 78 000 Arbitrage : Idrissa Sarr | Spectateurs : 78 000 Arbitrage : Idrissa Sarr |

| 19 mars 1988 | Algérie      | 1 – 0 | Zaïre | Stade Mohamed V, Casablanca                           |                                                       |
|              | Ferhaoui 36e |       |       | Spectateurs : 75 000 Arbitrage : Hugues Joseph Mongbo | Spectateurs : 75 000 Arbitrage : Hugues Joseph Mongbo |
|              | Rapport      |       |       | Spectateurs : 75 000 Arbitrage : Hugues Joseph Mongbo | Spectateurs : 75 000 Arbitrage : Hugues Joseph Mongbo |

| Place | Pays          | Pts | J | V | N | D | Buts + | Buts - | Diff. |
| 1er   | Maroc         | 4   | 3 | 1 | 2 | 0 | 2      | 1      | +1    |
| 2e    | Algérie       | 3   | 3 | 1 | 1 | 1 | 2      | 2      | 0     |
| 3e    | Côte d'Ivoire | 3   | 3 | 0 | 3 | 0 | 2      | 2      | 0     |
| 4e    | Zaïre         | 2   | 3 | 0 | 2 | 1 | 2      | 3      | -1    |

- L' Algérie qualifiée après tirage au sort.

### Demi-finale
| 23 mars 1988                                                                                           | Nigeria             | 1 – 1                                                                                                | Algérie    | Complexe sportif Moulay-Abdallah, Rabat      |                                              |
| | Belgherbi 36e (csc) | | 86e Maâtar | Spectateurs : 35 000 Arbitrage : Badara Sène | Spectateurs : 35 000 Arbitrage : Badara Sène |
| | Rapport             | |            | Spectateurs : 35 000 Arbitrage : Badara Sène | Spectateurs : 35 000 Arbitrage : Badara Sène |
| Eguavoen · Adeshina · Uwe · Sofoluwe · Yekini · Okwaraji · Nwosu · Omokaro · Okafor · Rufai · Eguavoen | Tirs au but 9 – 8   | Belloumi · Belgherbi · Maâtar · Yahi · Menad · Bouafia · Medane · Chaib · Megharia · Drid · Belloumi |            | Spectateurs : 35 000 Arbitrage : Badara Sène | Spectateurs : 35 000 Arbitrage : Badara Sène |

#### Match pour la3eplace
| 26 mars 1988                                                    | Maroc             | 1 – 1                                                       | Algérie      | Stade Mohamed V, Casablanca                   |                                               |
|                                                                 | Nader 67e         |                                                             | 87e Belloumi | Spectateurs : 10 000 Arbitrage : Ally Hafidhi | Spectateurs : 10 000 Arbitrage : Ally Hafidhi |
|                                                                 | Rapport           |                                                             |              | Spectateurs : 10 000 Arbitrage : Ally Hafidhi | Spectateurs : 10 000 Arbitrage : Ally Hafidhi |
| El Gharef · Benabicha · Ouadani · El Maataoui · Timoumi · Nader | Tirs au but 3 – 4 | Yahi · Djahmoune · Merzekane · Chaib · Megharia · Belgherbi |              | Spectateurs : 10 000 Arbitrage : Ally Hafidhi | Spectateurs : 10 000 Arbitrage : Ally Hafidhi |

## Les matchs
Légende: A : Match amical  / CAN : Coupe d'Afrique des nations de football 1988

### Bilan
| Rang | Équipe  | Pts | J  | G | N | P | Bp | Bc | Diff |
| ---- | ------- | --- | -- | - | - | - | -- | -- | ---- |
| #    | Algérie | 18  | 14 | 4 | 6 | 4 | 15 | 11 | +4   |

## Match disputé
| Entraîneur : |
| Kamel Lemoui |

| Entraîneur :  |
| Kidian Diallo |

| Entraîneur : |
| Kamel Lemoui |

| Entraîneur :  |
| Kidian Diallo |